# Traité de Saint-Germain-en-Laye (1632)
Pour les articles homonymes, voir Traité de Saint-Germain-en-Laye.
Le traité de Saint-Germain-en-Laye a été signé le 29 mars 1632. Par ce traité, l'Angleterre a rendu à la France la Nouvelle-France (Québec) dont elle s'était emparée en 1629.
Le 19 juillet 1629, une flotte anglaise, sous le commandement de David Kirke, avait réussi à prendre le poste de traite de Québec en interceptant les ravitaillements, ce qui a pour effet de réduire Samuel de Champlain et ses hommes à la famine.
Le traité a également fourni à la France une compensation pour des marchandises saisies pendant la prise de la Nouvelle-France.